# Pięść wojownika
Pięść wojownika (ang. Fist of the Warrior, dawniej znany jako Lesser of Three Evils) – amerykański film sensacyjny z 2009 roku oparty na scenariuszu i reżyserii Wayne'a A. Kennedy'ego. Wyprodukowany przez Lionsgate.

## Opis fabuły
Płatny zabójca Lee Choe (Ho-Sung Pak) pracuje na zlecenie gangstera, Johna Lowe. Gdy zakochuje się w Sarah, postanawia wówczas zmienić swoje życie. Szef chce się go pozbyć. Grupa zabójców napada na zakochanych. Sarah ginie. Odtąd celem Lee staje się zemsta na Johnie.

## Obsada
- Ho-Sung Pak jako Lee Choe
- Peter Greene jako John Lowe
- Roger Guenveur Smith jako detektyw Craig Barnes
- Robin Paul jako Sarah Reeves
- Sherilyn Fenn jako Katie Barnes
- Rosa Blasi jako kobieta w czerni
- Antonio Fargas jako ojciec Riley
- Ed Marinaro jako Raymond Miles
- Michael Dorn jako Arnold Denton
- A Martinez jako Anthony Black
- Brian Thompson jako Max
- Isaac C. Singleton Jr. jako Frank
- Lara Phillips jako Jenny Reeves
- Marina Sirtis jako Mary
- Gina St. John jako detektyw Georgette Wilson

i inni.